# Hracholusky (zámek)
Hracholusky jsou zaniklý zámek ve stejnojmenné vesnici u Úlic v okrese Plzeň-sever. Zámecký areál byl původně tvořen budovou starého zámku v hospodářském dvoře, při jehož východní straně byl ve druhé polovině devatenáctého století postaven nový zámek. Po druhé světové válce byly zbořeny hospodářské budovy a oba panské domy začaly chátrat. Starý zámek byl nakonec při rozšiřování parkoviště v letech 2012–2013 zbořen, nový zámek byl zbořen v roce 2017.

## Historie
První písemná zmínka o Hracholuskách pochází z roku 1415, ale vesnice vznikla nejspíše již ve dvanáctém až čtrnáctém století. Až do konce šestnáctého století patřila k panství blízkého hradu Buben. V blíže neznámé době ji získali páni z Říčan, kterým patřilo panství Pňovany. Nejspíše Oldřich z Říčan k Pňovanům přikoupil i Hracholusky. Jeho synové si rozdělili dědictví tak, že Pňovany s Hracholuskami zdědil Kryštof Pavel z Říčan, který v roce 1617 prodal část svého majetku a ponechal si pouze Hracholusky, ze kterých vytvořil nové panství. Někdy v době mezi lety 1617–1618 si ve vsi založil nejspíše pozdně renesanční tvrz. Roku 1654 panství vlastnila vdova Kateřina, rozená Žákovcová ze Žákavy. Celé panství tvořil pouze panský dvůr, čtyři selské usedlosti (z toho jedna pustá) a dva drobní zemědělci.
Okolo roku 1669 panství zdědila dcera Ludmila Eliška Říčanská provdaná za Diviše Protivu Černína z Chudenic. Společně na statku hospodařili do roku 1674 a ovdovělá Eliška roku 1680 odkázala majetek Vilému Leopoldovi z Říčan, jehož manželkou byla Barbora Ludmila Úlická z Plešnice, neteř Diviše Protivy Černína. Roku 1684 statek koupil Vilémův příbuzný Heřman Vilém z Říčan a vlastnil ho až do smrti v roce 1703. V následujícím roce byl pánem na Úlicích a Hracholuskách hrabě František Hartman z Klenové a Janovic. Přestože vlastnil i další panství, nedokázal dobře hospodařit, a jeho majetek byl v roce 1711 úředně rozprodán. Hracholuský statek koupil Arnošt Henigár ze Žeberka, který si jej již od počátku osmnáctého století pronajímal. Žil zde až do smrti v roce 1733, kdy panství koupil Jan Albert (Albrecht) Vidršpergár z Vidršperku, který se oženil s Arnoštovo druhorozenou dcerou Annou Josefou. Během dalších let se zadlužil a v Hracholuskách žila jeho matka Jana Alberta Vidršpergárová, rozená Tichtlová. Po smrti Jana Alberta Vidršpergára proběhla v letech 1742–1743 dražba, ve které statek koupil Josef František Perglár z Perglasu. Umožnil však, aby zde do své smrti žila vdova Anna Josefa Vidršpergárová.
Po Perglárově smrti v roce 1759 hracholuský statek zdědila jeho druhá manželka Marie Josefa Šénová ze Šénu, a o tři roky později jej prodala Karlu Antonínu Vančurovi z Řehnic. I on byl špatným hospodářem, a nedokázal splatit ani plnou kupní cenu, když byl statek v roce 1770 znovu prodán v dražbě. Tentokrát jej koupil svobodný pán Jan Václav Steinbach z Kranichštejna, který sídlil v blízkém Luhově. Po něm Hracholusky s Dolany a Třebobuzí zdědila dcera Marie Anna Steinbachová. S ní se oženil hrabě Maria Václav Josef Bořek Dohalský z Dohalic, kterému patřila řada okolních statků. Marie Anna přežila manžela o jeden rok a roku 1825 po ní panství zdědil svobodný pán Václav Perglár z Perglasu. V té době panské sídlo v Hracholuskách, někdy dříve barokně přestavěné, sloužilo pouze k ubytování úředníků.
Václavův synovec svobodný pán Ludvík Dobřenský z Dobřenic prodal roku 1865 velkostatek Filipu Goldreichovi, od kterého jej o tři roky později odkoupil doktor Antonín Jaksch, který nechal v pravděpodobně v letech 1868–1872 ve dvoře v sousedství barokního domu postavit nový zámek. Dvůr potom v roce 1887 zdědili synové August a Rudolf Jakschové. Po smrti všech bratrů nakonec statek připadl Rudolfovi, který ho spravoval až do smrti v roce 1946. Jeho dvě dcery byly odsunuty do Rakouska a dvůr připadl státnímu statku. Později bylo v zámku umístěno rekreační středisko Škody Plzeň, které nechalo strhnout hospodářské budovy. Dalšími majiteli se stala Tesla Nýřany a od poloviny devadesátých let dvacátého století společnost Dioss.
Starý barokní zámek zámek byl ve velmi špatném stavu již na počátku dvacátého století. Ještě v roce 2012 byly nad zřícenými klenbami patrné malované záklopové stropy, ale vzhledem k chybějící památkové ochraně a špatnému stavu byla budova na přelomu let 2012 a 2013 zbořena při rozšiřování parkoviště. Ve špatném stavu zůstala taktéž budova nového zámku, která byla zbořena v roce 2017.

## Stavební podoba
Hracholuský panský dvůr byl založen ve svahu. Starý zámek stával před svou demolicí při jeho jižní straně. Nový zámek nechal Antonín Jaksch postavit podél východní strany, přičemž využil nějakou starší budovu, jejíž zdivo bývalo v jihozápadním nároží.

### Starý zámek
Barokně a později klasicistně upravená přízemní budova starého zámku měla obdélný půdorys s rozměru 23 × 10 metrů a mansardovou střechu. Pod budovou býval valeně klenutý sklep. Ve vstupním sále se nacházela dřevěná spižírna a vstup do sklepa. Po pravé i levé straně bývaly čtveřice místností. Jedna ze západních byla klenutá křížovou klenbou a do všech místností na východní straně byla dodatečně vložena klenba placková. Další dvě místnosti s plochými stropy se nacházely jižně od vstupní haly. Východní a západní polovina domu byly samostatně vytápěné.

### Nový zámek
Budova nového zámku měla půdorys o rozměrech 28 × 11 metrů. Původně byla nejspíše jen přízemní a patro nechal přistavět nejspíše až Rudolf Jaksch mezi lety 1897–1908. Směrem do dvora má sedmiosé průčelí s hlavním vstupem. Za ním se nachází průchozí vstupní síň, kterou bylo možné projít do zahrady. Z haly se po třístupňovém schodišti sestupuje do jižní poloviny zámku, kde se nacházela chodba se schodištěm do prvního patra a dvě místnosti zaklenuté valenou a křížovou klenbou. Bývalo zde točité schodiště do patra určené nejspíše pro služebnictvo. V severní polovině zámku byl vchod do sklepa a trojice místností, z nichž jedna měla valenou klenbu. Podobné členění mělo také první patro, kde byly všechny místnosti plochostropé. V krovu nad ním byly patrné stopy druhotného využití trámů a část půdy sloužila k uskladnění obilí.